# مسلم بن سعيد الكلابي
مسلم بن سعيد بن أسلم بن زرعة بن عمرو بن خويلد الكلابي هو والي خراسان الأموي، حيث عزل عمر بن هبيرة سعيد بن عمرو الحرشي عنها وولاها مسلم بن سعيد الكلابي سنة 104 هـ.

## سيرته
مسلم هو ابن سعيد بن أسلم الكلابي والي مكران، الذي قُتل في هجوم شنه المتمردين في منطقته. في أعقاب وفاة سعيد، تبنى الحجاج بن يوسف ابنه مسلم، وقام بتربيته مع أطفاله.
أصبح مسلم رفيقًا لوالي العراق عمر بن هبيرة، الذي عينه عام 104 هـ الموافق 722/723م واليًا لخراسان، ليحل محل سعيد بن عمرو الحرشي. فغزا مسلم بن سعيد الكلابي الترك ببلاد ما وراء النهر فلم يفتح شيئا، وقفل فتبعه الترك فلحقوه والناس يعبرون جيحون وعلى الساقة عبيد الله بن زهير بن حيان على خيل تميم فحاموا حتى عبر الناس وغزا مسلم أفشين فصالح أهلها على ستة آلاف رأس ودفع إليها القلعة في سنة 105 هـ بعد موت يزيد بن عبد الملك.

## غزو مسلم بن سعيد لبلاد الترك
في عام 106هـ/724 غزا مسلم بن سعيد بلاد الترك، وعندما قدم بخارى وصله كتاب من خالد بن عبد الله القسري والي العراق، وكتب له: أكمل غزوك، فسار مسلم بن سعيد إلى فرغانة، فقال أبو الضحاك الرواحي، وكان مسلم بن سعيد ينظر في دفتر حساب الجيش، فتخلف أربعة آلاف رجل. وسار مسلم حتى وصل فرغانة، ثم وصله أن خاقان الترك قد أقبل إليه. وأتاه شبيل بن عبد الرحمن المازني، فقال: عاينت عسكر خاقان في موضع كذا وكذا، فأرسل إلى عبد الله بن أبي عبد الله الكرماني مولى بني سليم، فأمره بالاستعداد للمسير، فلما أصبح ارتحل بالعسكر، فسار ثلاث مراحل في يوم، حتى قطع وادي السبوح فأقبل إليهم خاقان بجموعة، وتوافت إليه الخيل، فأنزل عبد الله بن أبي عبد الله قوما من العرفاء والموالي، فأغار الترك على الذين أنزلهم عبد الله في ذلك الموضع فقتلوهم، وأصابوا دواب لمسلم بن سعيد وقتل المسيب بن بشر الرياحي، وقتل البراء - وكان من فرسان المهلب بن أبي صفرة - وثار الناس في وجوههم، فأخرجوهم من العسكر، ودفع مسلم لواءه إلى عامر بن مالك الحماني، ورحل بالناس فساروا ثمانية أيام، وهم مطيفون بهم، فلما كانت الليلة التاسعة أراد النزول، فشاور الناس فأشاروا عليه بالنزول، وقالوا: إذا أصبحنا وردنا على الماء، والماء منا غير بعيد، وإنك إن نزلت المرج تفرق الناس في الثمار، وانتهب عسكرك، فقال لسورة بن الحر الدارمي: ياأبا العلاء، ماترى؟ قَالَ: أرى مارأى الناس ونزلوا قَالَ: ولم يرفع بناء في العسكر، وأحرق الناس ما ثقل من الأمتعة، وأصبح الناس فساروا، فوردوا على الماء، فوجدوا دون النهر أهل فرغانة وبلاد الشاش، فقال مسلم بْن سعيد: أعزم على كل رجل إلا سل سيفه، ففعلوا فصارت الدنيا كلها سيوفا، ثم تركوا الماء وعبروا، فأقام يوما، ثم أنسحب من غد، وأتبعهم ابن الخاقان. ثم أرسل حميد بن عبد الله وهو على مؤخرة الجيش إلى مسلم بن سعيد، وقال: قف ساعة فإن خلفي مائتي رجل من الترك حتى أقاتلهم - وهو مثقل جراحة - فوقف الناس، فعطف حميد على الترك، فأسر من أهل الصغد وقائدهم وقائد الترك في سبعة، وانصرف، ثم مضى حميد ورمي بسهم في ركبته، فمات. وعطش الناس، وقد كان عبد الرحمن بن نعيم الغامدي حمل عشرين قربة على إبله، فلما رأى جهد الناس أخرجها، فشربوا جرعا، واستسقى يوم العطش مسلم بن سعيد فأتوه بإناء، فأخذه حارثة بن كثير الخزاعي أخو سليمان بن كثير، فقال مسلم: دعوه، فما نازعني شربتي إلا من حر مافي داخله، فأتوا مدينة خجندة، وقد أصابهم جوع وجهد، فانتشر الناس فإذا فارسان يسألان عن عبد الرحمن بن نعيم، فأتياه بعهد ولايته على خراسان من خالد بن عبد الله القسري والي العراق، فأقرأ عبد الرحمن بن نعيم الرسالة إلى مسلم بن سعيد، فقال: سمعا وطاعة.
```
وكان أعظم الناس صبراً وكرماً يوم العطش هو إسحاق بن محمد الغداني التميمي، فقال الشاعر 
حاجب الفيل
 يهجو الشاعر 
ثابت قطنة
:
```

وكان لعبد الرحمن بن نعيم من الولد نعيم وشديد وعبد السلام وإبراهيم والمقداد، وكان أشدهم نعيم وشديد، وقالَ الخزرج التغلبي: قاتلنا الترك، فأحاطوا بالمسلمين حتى أيقن المسلمين بالهلاك، فنظرت إليهم وقد اصفرت وجوههم، فحمل حوثرة بن يزيد بن الحر بن الحنيف بن نصر بن يزيد بن جعونة على الترك في أربعة آلاف رجل، فقاتلهم ساعة ثم رجع، وأقبل نصر بن سيار في جماعة من الفرسان، فقاتلهم حتى أزالهم عن مواضعهم، وحمل الناس عليهم، فانهزم الترك. قَالَ: وحوثرة هذا هو ابن أخي رقبة بن الحر. وكان عمر بن هبيرة الفزاري والي العراق قبل عزله، قال لمسلم بن سعيد حين ولاه خراسان: ليكن حاجبك من صالح مواليك، فإنه لسانك والمعبر عنك، وحث صاحب شرطتك على الأمانة، وعليك بعمال العذر، قال مسلم: ومم هم عمال العذر؟ قال عمر بن هبيرة: مر أهل كل بلد أن يختاروا لأنفسهم، فإذا اختاروا رجلا فوله، فإن كان خيرا كان لك، وإن كان شرا كان لهم دونك، وكنت معذورا.